# 貝爾普萊恩鎮區 (堪薩斯州索姆奈縣)
貝爾普萊恩鎮區（英語：Belle Plaine Township）為美國堪薩斯州索姆奈縣轄下的鎮區。2010年美国人口普查中此鎮區人口有3,287人。

## 地理
貝爾普萊恩鎮區涵蓋總面積為105.4平方（40.69平方英里），其中陸地面積為104.7平方（40.42平方英里），水域面積為0.70平方（0.27平方英里）或0.66%。

## 人口統計
根據2010年美國人口普查，貝爾普萊恩鎮區人口有3,287人，其中男性有1,700人，女性有1,587人，人口密度為每平方公里31.20人，住房計1,389戶。鎮區內的白人有3,130人，非裔美國人有8人，美洲原住民有46人，亞裔美國人有10人，太平洋島裔美國人有1人，其他種族有22人，混血種族則有70人。此外鎮區內有99人為西班牙裔或拉丁裔美國人。此鎮區之年齡中位數為40.9歲，而男性年齡中位數為39.2歲，女性年齡中位數為42.0歲。

## 交通

### 主要公路
- 35號州際公路
- 81號美國國道
- 53號堪薩斯州州道
- 55號堪薩斯州州道